# Cladonia floridana
Cladonia floridana är en lavart som beskrevs av Vain. Cladonia floridana ingår i släktet Cladonia och familjen Cladoniaceae.   Inga underarter finns listade i Catalogue of Life.